# ۱۰۷ (میلادی)
۱۰۷ (میلادی) صد  و هفتمین سال تقویم میلادی است.

## درگذشتگان
‎